# 藍田關
藍田關今位在中國陝西省境內的藍田縣，建於公元前221年秦統一天下之時，當時因面臨嶢山得名嶢關，公元前206年劉邦率領楚軍越過嶢關奪取關中，北周時，改名青泥關，隋代改名藍田關，該名沿用至今。藍田關為古都長安、咸陽東南的門戶，為歷代兵家必爭之地。